# Soldiers of the Empire
"Soldiers of the Empire" és el 21è episodi de la cinquena temporada de la sèrie de televisió de ciència-ficció estatunidenca Star Trek: Deep Space Nine, el 119è de tota la sèrie. Originalment es van emetre en redifusió a partir del 28 d'abril de 1997. El guió fou escrit per Ronald D. Moore i fou dirigit per LeVar Burton.
Ambientada al segle XXIV, la sèrie segueix les aventures a Espai Profund 9, una estació espacial situada prop d'un forat de cuc estable entre els Quadrants Alfa i Gamma de la Via Làctia, prop del planeta Bajor, mentre els bajorans es recuperen d'una brutal ocupació de dècades pels imperialistes cardassians. El Quadrant Gamma acull un imperi hostil conegut com el Domini, governat pels Fundadors que canvien de forma. A les temporades mitjanes de la sèrie, la Federació està amenaçada tant per l'Imperi Klíngon com pel Domini. Aquest episodi se centra en personatges klíngon, com ara Worf, un oficial klíngon de la Flota Estel·lar, i el general Martok, l'enllaç de l'Imperi Klíngon amb Espai Profund 9, mentre Martok pren el comandament d'una nau només per descobrir que la seva tripulació està desmoralitzada per les recents pèrdues contra el Domini.

## Argument
Martok rep un missatge del govern klíngon que li comunica que ha estat assignat per recuperar una nau klíngon desapareguda, la B'Moth, perduda fa uns dies. L'Alt Consell Klingon assigna al general una nau pròpia, la Rotarran, per dur a terme la missió. Abandona Espai Profund 9 juntament amb el seu primer oficial recentment nomenat, Worf, que s'ha unit a la missió a petició de Martok. L'amant de Worf, Jadzia Dax, una devota de la cultura klíngon, s'uneix a ells com a oficial científica de la nau. La Rotarran és el primer comandament de Martok des de la seva fugida d'un camp de presoners del Domini, i està consternat en descobrir que la moral de la tripulació ha estat destruïda per una sèrie de derrotes contundents a mans dels despietats soldats del Domini, els Jem'Hadar.
La situació de la moral només empitjora per la naturalesa excessivament cautelosa de Martok i la seva manca de voluntat per anar a la batalla, i per això perd una oportunitat d'obtenir una victòria fàcil. Dax, actuant com ho faria un klíngon, desafia Worf sobre el comportament del general, cosa que Worf no vol sentir. Al menjador, Dax es veu obligada a atordir una oficial klíngon amb el seu fàser quan un parell d'oficials inicien una discussió violenta, gairebé causant la mort d'un d'ells. Després d'això, Dax s'enfronta enfadada a Worf sobre això i li diu que ha de tractar amb el general desafiant-lo pel comandament.
La B'Moth, la nau klingon desapareguda, és trobada just a l'altra banda de la frontera cardassiana, però Martok, tement que els Jem'Hadar l'hagin deixat com a trampa, es nega a entrar en territori cardassià per rescatar-la. Worf s'adona que Martok està paralitzat per la por. De mala gana, decideix desafiar Martok pel control de la nau. Es produeix una baralla a ganivets, durant la qual Worf veu que la por de Martok ha desaparegut i li permet guanyar la lluita. Worf pateix una ferida greu però sobreviu, posant Martok en un frenesí de batalla just quan s'acosta una nau Jem'Hadar. La tripulació revitalitzada derrota l'enemic, rescata la B'Moth i torna a Espai Profund 9 com a vencedora per primera vegada. Martok està eternament agraït a Worf per recordar-li el seu deure com a guerrer klíngon i li ofereix un lloc a la Casa de Martok.

## Actors convidats
- J. G. Hertzler - Martok
- David Graf - Leskit
- Rick Worthy - Kornan
- Sandra Nelson - Tavana
- Scott Leva - Ortakin
- Aron Eisenberg - Nog

## Recepció
Zach Handlen de The A.V. Club  va qualificar l'episodi com "una saga emocionant i ben ritmada de perdedors".
El 2016, The Hollywood Reporter va classificar "Soldiers of the Empire" com el 44è millor episodi de televisió de tota la franquícia de televisió de Star Trek abans de Star Trek: Discovery. Dins de la sèrie, van classificar "Soldiers of the Empire" com el desè millor episodi d'aquesta sèrie.
El 2018, Nerdist va classificar aquest episodi com el vuitè episodi més essencial de la sèrie.